# Concerto pour piano no 1 de Bartók
Pour un article plus général, voir Concerto pour piano.
Pour les articles homonymes, voir Concerto pour piano (homonymie).
Le Concerto pour piano no 1 Sz 83, BB. 91, est un concerto pour piano et orchestre de Béla Bartók. Il fut composé d'août 1926 au 12 novembre de la même année, et créé par le compositeur lui-même à Francfort, le 1er juillet 1927, lors du 5e festival de la SIMC (Société Internationale de Musique Contemporaine), avec le Frankfurter Rundfunk Orchester placé sous la direction de Wilhelm Furtwängler.

## Description
Les mouvements sont :
1. Allegro moderato-Allegro
2. Andante- Allegro
3. Allegro molto

## Orchestration
| Instrumentation du Concerto pour piano no 1                           |
| Cordes                                                                |
| premiers violons, seconds violons, altos, violoncelles, contrebasses, |
| Bois                                                                  |
| 2 flûtes, 2 hautbois, 2 clarinettes en la, 2 bassons                  |
| Cuivres                                                               |
| 4 cors en fa, 2 trompettes en ut, 3 trombones                         |
| Clavier                                                               |
| Piano                                                                 |
| Percussions                                                           |
| timbales, percussion                                                  |

## Discographie de référence
- Géza Anda (piano), Ferenc Fricsay (chef), Radio-Sinfonie-Orchester Berlin, DGG 447 399-2, enregistré en octobre 1960 (Berlin, Jesus-Christus-Kirche)
- Zoltán Kocsis, piano, Orchestre de la Radio-télévision hongroise, dir. György Lehel, Hungaroton. (+ concerto no 2)
- György Sándor, piano, Hungarian State Orchestra, dir. Ádám Fischer, Sony Classical (1989-90) (+ concertos no 2 et no 3)